# إم بي سي العراق
إم بي سي العراق (بالإنجليزية: MBC Iraq)؛ هي قناة تلفزيونية مفتوحة، يبثها مركز تلفزيون الشرق الأوسط، انطلقت في 17 فبراير 2019. تبث القناة برامج منوعة تحاكي واقع الشارع العراقي بمختلف مكوناته، وتعد القناة انتقالة نوعية بالمجال الاعلامي في العراق.

## برامج القناة
| برامج القناة     | برامج القناة                                       | برامج القناة            | برامج القناة     | برامج القناة             | برامج القناة                      |
| البرامج          | تقديم                                              | ملاحظات                 |                  |                          |                                   |
| ---------------- | -------------------------------------------------- | ----------------------- | ---------------- | ------------------------ | --------------------------------- |
| النهر الثالث     | آلاء حسين                                          | برنامج حواري ثقافي فني  |                  |                          |                                   |
| الليلة وية دعدوش | احسان دعدوش                                        | برنامج التوك شو         |                  |                          |                                   |
| بيت بيوتي        | ميس عنبر ومينا الشيخلي وسمر شاكر                   | برنامج المراة العراقية  |                  |                          |                                   |
| سهراية           | حاتم العراقي                                       |                         |                  |                          |                                   |
| بث نكات          | باسم البغدادي، ماجد ياسين ،ياسر سامي، صباح الهلالي | برنامج كوميدي منوع      |                  |                          |                                   |
| كومة دي          |                                                    | برنامج كوميديا اجتماعية |                  |                          |                                   |
| بين أهلنا        | حيدر عبد ثامر وحيدر أبوالعباس وطارق زياد           | برنامج ترفيهي           |                  |                          |                                   |
| ضي الكمر         |                                                    | مأمون النطاح            |                  | برنامج حواري مع المشاهير |                                   |
| ناسنا            | منار شبر                                           | برنامج حواري اجتماعي    | برنامج Iraq Idol | برنامج غنائي             | حاتم العراقي ورحمة رياض وسيف نبيل |

## التردد
تردد القناة HD وSD على قمر نايل سات 201:
التردد الجديد 11219 MHz
الدرجة 7 غرب
القطبية أفقي H
معدل الترميز 27500
معامل تصحيح الخطأ 5/6
التعديل QPSK/DVB-S